# Росохата
Росохата (пол. Rosochata) — село в Польщі, у гміні Куниці Легницького повіту Нижньосілезького воєводства.
Населення — 760 осіб (2011).
У 1975-1998 роках село належало до Легницького воєводства.

## Демографія
Демографічна структура станом на 31 березня 2011 року:
|          | Загалом | Допрацездатний вік | Працездатний вік | Постпрацездатний вік |
| -------- | ------- | ------------------ | ---------------- | -------------------- |
| Чоловіки | 367     | 73                 | 271              | 23                   |
| Жінки    | 393     | 87                 | 240              | 66                   |
| Разом    | 760     | 160                | 511              | 89                   |